# Georges Simart
Georges Simart (* 22. Juni 1846 in Paris; † 16. Dezember 1921 ebenda) war französischer Mathematiker, der sich mit Funktionentheorie befasste.
Simart studierte 1864 bis 1866 an der École polytechnique in Paris und war dann im hydrographischen Dienst der französischen Marine in Paris, wo er Fregattenkapitän wurde. 1882 wurde er an der Sorbonne in Mathematik mit seiner Dissertation Commentaire sur deux mémoires de Riemann relatifs à la théorie générale des fonctions et au principe de Dirichlet über die Funktionentheorie von Bernhard Riemann promoviert. 1900 bis 1906 war er Repetitor an der École Polytechnique.
Mit Émile Picard veröffentlichte er eine zweibändige Monographie über algebraische Funktionen in zwei Variablen (Kurven auf algebraischen Flächen). Auf diese Bücher gehen eine ganze Reihe neue Entwicklungen in der algebraischen Geometrie und Funktionentheorie zurück, insbesondere die Anfänge der Hodge-Theorie.  Picard schrieb im Vorwort des Buches, dass sein Freund Simart ihn schon bei der Herausgabe seines Traité d’Analyse unterstützt hatte.
1871 wurde Simart Ritter und 1893 Offizier der Ehrenlegion. Er liegt auf dem Cimetière de Passy begraben.

## Schriften
- Commentaire sur deux mémoires de Riemann relatifs à la théorie générale des fonctions et au principe de Dirichlet, Paris: Gauthier Villars 1882, Digitalisat
- mit Émile Guyou: Développements de géométrie du navire avec applications aux calculs de stabilité des navires, Paris 1887
- mit Émile Sarrau, Édouard Caspari: Cours de mécanique et machines, Paris: École polytechnique, Paris, 1890 bis 1892
- mit Émile Picard:  Théorie des fonctions algébriques de deux variables indépendantes, 2 Bände, 1897, 1906, Band 1, Digitalisat, Band 2, Digitalisat